# Silvia Koller
Silvia Helena Koller (Porto Alegre, 9 de novembro de 1959) é uma psicóloga brasileira, professora e pesquisadora. Dr. Koller ficou mundialmente conhecida por utilizar a Teoria Bioecológica de Urie Bronfenbrenner em estudos com crianças e adolescentes em situação de vulnerabilidade social, bem como com estudos sobre populações em situação de rua, violência doméstica e preconceito. Dr. Koller fez contribuições significativas ao desenvolvimento teórico, metodológico e prático da pesquisa em Psicologia do Desenvolvimento no Brasil. Outra área de interesse consiste na internacionalização da Psicologia desenvolvida do Brasil, com expressiva atuação em sociedades, congressos e revistas internacionais, bem como em política científica. Fundou, em 1994, o Centro de Estudos Psicológicos sobre Meninos e Meninas de Rua (CEP-Rua), junto ao Programa de Pós-Graduação em Psicologia da UFRGS sendo Professora Titular Aposentada, Professora Honorária da Universidade de Chiclayo (Peru), da Universidade Autónoma do Peru e da North-West University, Vanderbijlpark, África do Sul. Silvia já concluiu a supervisão de 47 alunos de mestrado e 34 alunos de doutorado. É pesquisadora nível 1A do Conselho Nacional de Desenvolvimento Científico e Tecnológico (CNPq).

## Formação acadêmica
Silvia graduou-se em Psicologia pela Pontifícia Universidade Católica do Rio Grande do Sul em 1982, onde também concluiu especialização lato sensu em Psicologia, no ano de 1987. Ingressou no curso de Mestrado em Psicologia do Desenvolvimento da UFRGS em 1989. Após a conclusão do Mestrado, em 1990, Silvia ingressou no curso de Doutorado em Educação (Pontifícia Universidade Católica do Rio Grande do Sul e Arizona State University). Em 2016, Sílvia iniciou as atividades em nível de Pós-Doutorado na Universidade de Harvard.

## Áreas de atuação
Além da Teoria Bioecológica, desenvolve estudos sobre a resiliência humana, violência sexual, direitos das crianças, redação científica  e inequalidades na ciência . 

## Obras
Ao longo de sua carreira, a pesquisadora publicou centenas de artigos, livros e capítulos de livro, dos quais destacam-se:
- Aplicações da Psicologia na melhoria da qualidade de vida (1996)
- Ecologia do desenvolvimento humano: Pesquisa e intervenção no Brasil (2004)
- Publicar em Psicologia: um enfoque para a revista científica (2009) (Obra organizada junto de A. Sabadini e M. Sampaio)
- Endereço desconhecido: crianças e adolescentes em situação de rua (2010) (Obra organizada junto de N. A. Moraes e L. Neiva-Silva)
- Intervenção psicológica para crianças e adolescentes vítimas de violência sexual: Manual de capacitação profissional (2011) (Obra organizada junto de L. Habigzang)
- Positive Youth Development in Global Contexts of Social and Economic Change (2015) (Obra organizada junto de A. Petersen, F. Motti-Stefanidi e S. Verma)

## Premiações
Silvia Koller já recebeu diversos prêmios nacionais e internacionais em decorrência de suas ações de pesquisa aplicada, como o Prêmio Pesquisador Destaque do Rio Grande do Sul nas Áreas de Psicologia e Educação no ano de 1998, concedido pela Fundação de Amparo à Pesquisa do Estado do Rio Grande do Sul, bem como o Association for Psychological Science Fellow (Association for Psychological Science; Associação para a Ciência Psicológica) e o The Society for Research in Adolescence International Fellow (Society for Research in Adolescence; Sociedade para a Pesquisa na Adolescência), ambos em 2010. No ano de 2017, Silvia foi contemplada com o International Society for the Study of Behavioural Development Fellow (International Society for the Study of Behavioural Development; Sociedade Internacional para o Estudo do Desenvolvimento do Comportamento)e o Prémio Rubén Ardila a la Investigación Científica en Psicología, concedido pela Fundación para el Avance de la Psicología (Fundação para o Avanço da Psicologia) .